# Communauté de communes des Vallées de la Braye et de l'Anille
La communauté de communes des Vallées de la Braye et de l'Anille est une communauté de communes française située dans le département de la Sarthe et la région Pays de la Loire.

## Historique
La communauté de communes est créée au 1er janvier 2017 par arrêté préfectoral du 13 juin 2016. Elle est formée par fusion de la communauté de communes du Pays calaisien et de la communauté de communes du Val de Braye.
Le 1er janvier 2019, Évaillé et Sainte-Osmane fusionnent pour constituer la commune nouvelle de Val d'Étangson.

## Territoire communautaire

### Géographie
Située à l'est  du département de la Sarthe, la communauté de communes des Vallées de la Braye et de l'Anille regroupe 19 communes et présente une superficie de 415,1 km2.

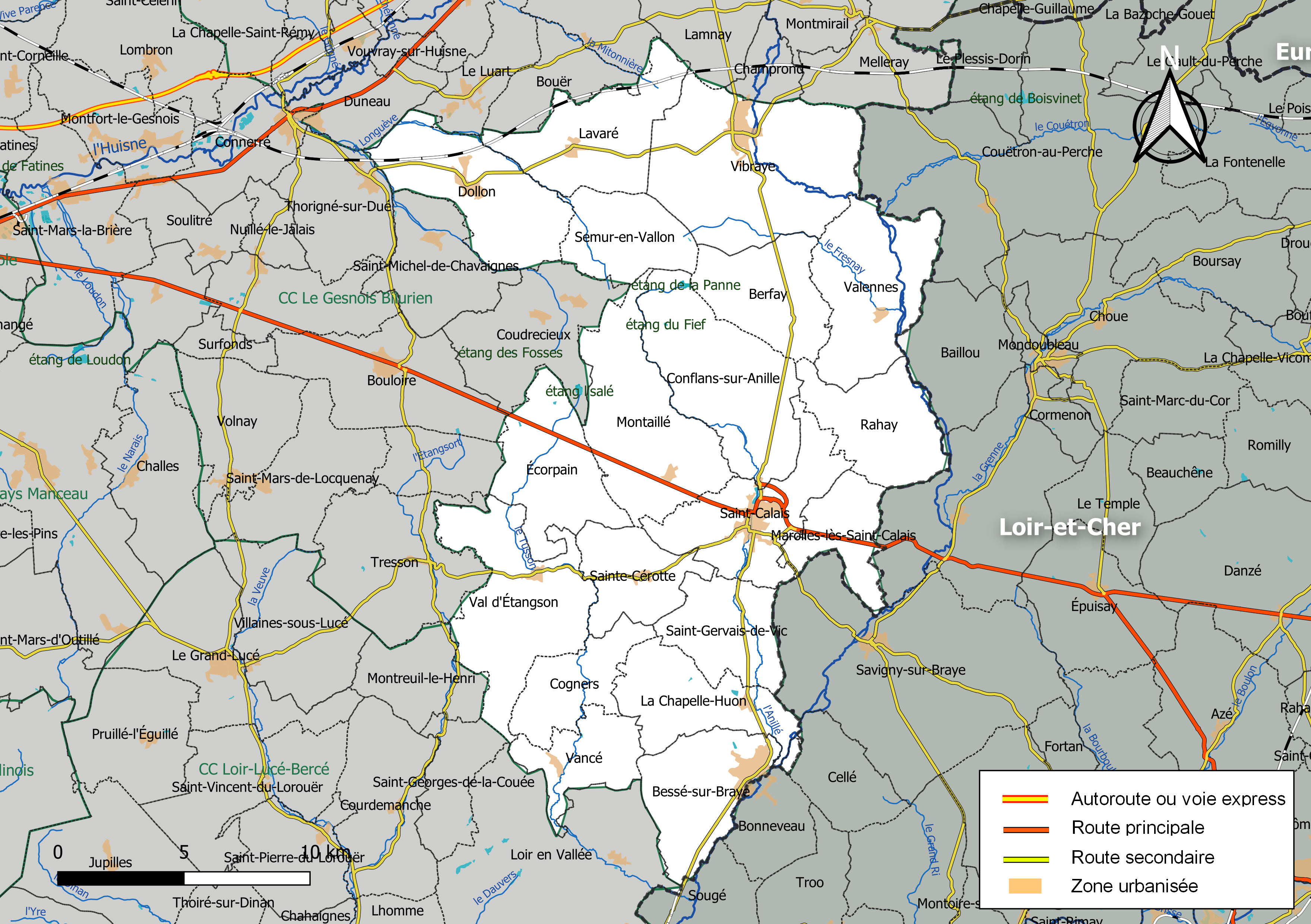
Carte de la communauté de communes des Vallées de la Braye et de l'Anille au 1er janvier 2019.

### Composition

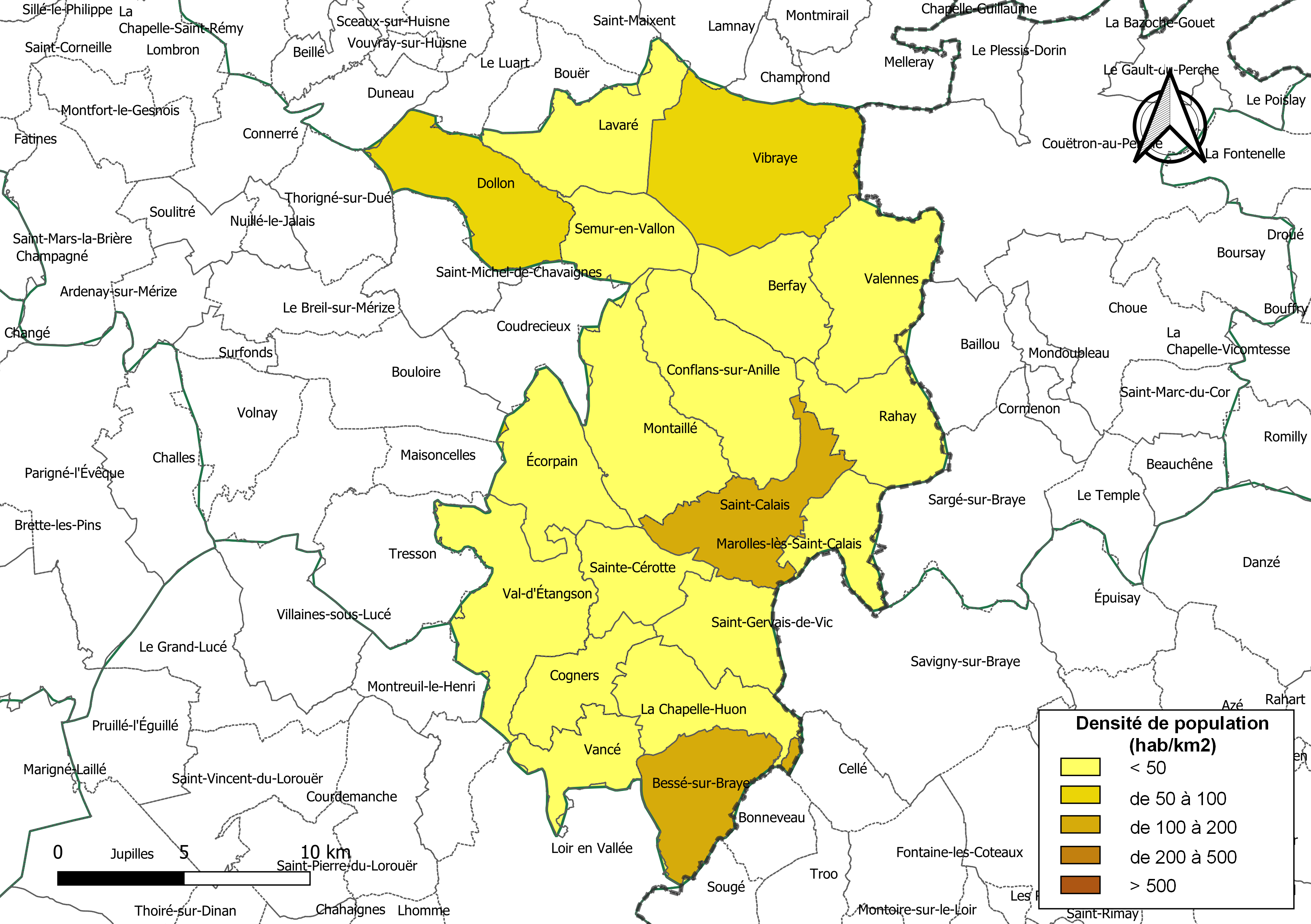
Carte des densités de population (millésimée 2016) des communes de la communauté de communes des Vallées de la Braye et de l'Anille. Composition en communes au 1er janvier 2019.

La communauté de communes est composée des 19 communes suivantes :

| Nom                       | Code Insee | Gentilé        | Superficie (km2) | Population (dernière pop. légale) | Densité (hab./km2) |
| ------------------------- | ---------- | -------------- | ---------------- | --------------------------------- | ------------------ |
| Saint-Calais (siège)      | 72269      | Calaisiens     | 22,76            | 2 969 (2022)                      | 130                |
| Berfay                    | 72032      | Berfaysiens    | 18,28            | 334 (2022)                        | 18                 |
| Bessé-sur-Braye           | 72035      | Besséens       | 20,6             | 2 025 (2022)                      | 98                 |
| La Chapelle-Huon          | 72064      | Capellhuonnais | 18,65            | 517 (2022)                        | 28                 |
| Cogners                   | 72085      | Cognerois      | 13,6             | 177 (2022)                        | 13                 |
| Conflans-sur-Anille       | 72087      |                | 30,8             | 460 (2022)                        | 15                 |
| Dollon                    | 72118      | Dollonnais     | 25,33            | 1 433 (2022)                      | 57                 |
| Écorpain                  | 72125      | Écorpinois     | 21,26            | 304 (2022)                        | 14                 |
| Lavaré                    | 72158      | Lavaréens      | 22,88            | 817 (2022)                        | 36                 |
| Marolles-lès-Saint-Calais | 72190      |                | 12,15            | 287 (2022)                        | 24                 |
| Montaillé                 | 72204      | Aillemontains  | 30,18            | 517 (2022)                        | 17                 |
| Rahay                     | 72250      | Rahaysiens     | 18,94            | 160 (2022)                        | 8,4                |
| Saint-Gervais-de-Vic      | 72286      | Gervaisiens    | 16,03            | 392 (2022)                        | 24                 |
| Sainte-Cérotte            | 72272      | Cérottois      | 14,36            | 326 (2022)                        | 23                 |
| Semur-en-Vallon           | 72333      |                | 15,13            | 432 (2022)                        | 29                 |
| Val-d'Étangson            | 72128      |                | 31,31            | 526 (2022)                        | 17                 |
| Valennes                  | 72366      | Valennois      | 26,7             | 304 (2022)                        | 11                 |
| Vancé                     | 72368      |                | 12,47            | 287 (2022)                        | 23                 |
| Vibraye                   | 72373      | Vibraysiens    | 43,62            | 2 508 (2022)                      | 57                 |

## Administration

### Siège
Le siège de la communauté de communes est situé à Saint-Calais.

### Présidence
| Période      | Période      | Identité     | Étiquette | Qualité                                                    |
| ------------ | ------------ | ------------ | --------- | ---------------------------------------------------------- |
| janvier 2017 | juillet 2020 | Jacky Breton | PS        | Conseiller municipal de Vibraye, ancien conseiller général |
| juillet 2020 | En cours     | Michel Leroy | LR        | Adjoint au maire de Bessé-sur-Braye                        |

### Régime fiscal et budget
Le régime fiscal de la communauté de communes est la fiscalité professionnelle unique (FPU).